# Полонин, Николай Васильевич
Николай Васильевич Полонин — советский хозяйственный и государственный деятель, лауреат Государственной премии СССР за выдающиеся достижения в труде.

## Биография
Родился в 1938 году в Усть-Удинском районе Иркутской области. Член КПСС.
В 1961—1991 годах — бригадир малокомплексной, затем укрупненной бригады Усть-Удинского леспромхоза производственного объединения «Иркутсклес».
В 1981 году бригада Полонина завоевала приз лесорубов «Золотая тайга», на месяц раньше срока выполнила свои социалистические обязательства, заготовив 130 тыс. м³ древесины, а к концу года довела этот объём до 149 тыс. м³. Выработка на машино-смену ЛП-18А достигла 169.3 м³ (при плановой 106,7 м³), что стало наилучшим результатом в Иркутсклеспроме.
За большой личный вклад в дело создания новых лесов, бережного использования природных ресурсов был в составе коллектива удостоен Государственной премии СССР за выдающиеся достижения в труде 1982 года.
Умер в Усть-Уде в 2003 году.

## Награды
- Орден Ленина (1986)
- Орден Трудового Красного Знамени
- Орден Знак Почёта